# Microcyclella nervisequia
Microcyclella nervisequia är en svampart som först beskrevs av Franz Xaver von Höhnel, och fick sitt nu gällande namn av Ferdinand Theissen 1914. Microcyclella nervisequia ingår i släktet Microcyclella, klassen Dothideomycetes, divisionen sporsäcksvampar och riket svampar.   Inga underarter finns listade i Catalogue of Life.